# Busatica
Busatica è una frazione del comune italiano di Mulazzo, nella provincia di Massa-Carrara, in Toscana.
Il paese è situato sopra un'altura che si affaccia sulla strada comunale che da Pozzo conduce a Castagnetoli, lungo il corso del torrente Teglia.

## Storia
Il borgo di Busatica sorse già nel Medioevo, quando faceva parte del feudo di Castevoli. Quando, nel 1757, il ramo dello Spino Secco dei marchesi Malaspina di Castevoli si estinse, tutto il feudo, Busatica compresa, passò nelle mani del ramo di Mulazzo, anch'esso appartenente allo Spino Secco, fino alla fine del feudalesimo nel 1797, imposta con la forza dall'esercito napoleonico. Nel 1814 Busatica passò sotto il Ducato di Modena e vi restò fino alla formazione del Regno d'Italia nel 1861.

## Monumenti e luoghi d'interesse

### Chiesa di San Biagio
La chiesa di San Biagio è la chiesa parrocchiale della frazione di Busatica. Le prime notizie di questo edificio risalgono ad una visita pastorale effettuata il 19 maggio 1568 da Giovanni Antonio Griffi, canonico di Sarzana e commissario del cardinale Benedetto Lomellini; la chiesa risulta già sede di una parrocchia autonoma. Nel XVII secolo fu declassata ad oratorio dedicato a san Rocco, e dipendente dalla parrocchia di Castagnetoli. Fu eretta nuovamente in parrocchia in un periodo compreso tra la fine del XVII e l'inizio del XVIII secolo: l'archivio parrocchiale inizia nel 1603. Il 18 febbraio 1822 la parrocchia di Busatica venne prima annessa alla nuova diocesi di Massa, poi trasferita sotto la diocesi di Pontremoli il 1º maggio 1854.
La chiesa di Busatica si trova al centro del paese. La facciata è di colore rosaceo, a differenza delle altre pareti esterne, semplicemente intonacate di colore beige; è decorata con cornicioni più scuri. L'interno è decorato con stucchi e affreschi in stile barocco. Ha scavate ai lati due nicchie poco profonde che ospitano due altari. L'interno è voltato a botte, ad aula unica che si restringe, curvando, per andare a formare l'area che ospita il presbiterio, l'altare principale ed il coro. Possiede un campanile, incassato sul retro della chiesa, con la sommità piatta composta da quattro piccole guglie ai vertici.

### Convento e oratorio di Santa Lucia a Cassana
In località Cassana, poco distante da Busatica, si trova un convento con annesso oratorio dedicato a santa Lucia. Il convento, per metà adibito ad abitazione privata e per metà disabitato ed in disuso, forma un complesso con cortile centrale sopraelevato dal resto del paese, dove si trova l'oratorio. Le prime notizie storiche che abbiamo sono del 1584, quando il vescovo Angelo Peruzzi, visitatore apostolico nella diocesi di Luni-Sarzana, sotto la pressante richiesta della popolazione annesse l'oratorio di Cassana, allora dedicato a Santa Maria della Neve, alla parrocchia di Busatica; fino a quel momento era stato dipendente dalla parrocchia di Pozzo, anche se amministrativamente era sotto il marchesato di Castagnetoli.
La facciata è rivestita da intonaco, vi si apre il portone centrale, in mezzo a due pilastri, sporgenti per metà del loro volume dalla muratura, con due capitelli dorici che sorreggono un arco a due centri più basso. La copertura è a capanna, che individua un timpano a modanatura semplice; ai lati del portone ci sono due piccole finestre con inferriate in ferro, incorniciate da sottili strisce in pietra. L'interno è ad aula unica, totalmente intonacato che restringe verso il presbiterio, ma senza decorazioni, che si presentano solamente nel soffitto voltato e nella volta sopra l'altare del presbiterio. Dietro all'altare si trova una nicchia, che ospita una statua della Madonna col Bambino.